# Sociologie de la connaissance scientifique
La sociologie de la connaissance scientifique (SCS) (sociology of scientific knowledge, SSK) est une branche de la sociologie - plus particulièrement de la sociologie de la connaissance - qui s'est développée dans le monde anglo-saxon autour des travaux de David Bloor et Harry Collins durant les années 1970. Ce domaine de recherche est étroitement lié à la sociologie des sciences et aux Science Studies.
Alors que la sociologie de la connaissance dans la tradition de Karl Mannheim s'interrogeait sur l'influence de facteurs sociaux sur les manières de penser et de connaître, la SCS postule que la connaissance est de nature sociale, rejetant ainsi l'opposition entre le social et les facteurs cognitifs ou naturels. Parmi les précurseurs de la SCS, on retrouve Max Scheler, Karl Mannheim, Ludwik Fleck, Thomas Samuel Kuhn, Florian Znaniecki ou Robert King Merton. Les principaux représentants contemporains sont, entre autres, David Bloor, Elihu M. Gerson, Karin Knorr-Cetina, Martin Kusch, Bruno Latour, Susan Leigh Star, Lucy Suchman, Harry Collins, Nico Stehr ou encore Jean-Pierre Poitou.

## Programmes et écoles
Dans Knowledge and social imagery (1976), David Bloor distingue un « programme faible » (weak program) qui ne donnerait des explications sociales qu'à des croyances erronées ou idéologiques d'un « programme fort » (strong program) qui verrait des facteurs sociaux à l'œuvre dans toute croyance.
Le « programme faible » n'est pas un domaine de recherches précis et organisé, mais bien une description d'une démarche pratiquée par des historiens, des sociologues ou des philosophes des sciences qui ne font qu'évoquer les facteurs sociaux pour expliquer les croyances erronées. On associe généralement à ce programme les travaux d'Imre Lakatos et de Thomas Samuel Kuhn (à certains moments de son œuvre).
Le « programme fort » est particulièrement associé aux travaux de deux groupes de chercheurs. L'école d'Édimbourg d'une part (autour de David Bloor et de ses collègues de la Science Studies Unit de l'université d'Édimbourg) et, d'autre part, l'École de Bath (autour de Harry Collins et d'autres chercheurs de la Science Studies Unit de l'université de Bath).
De même, le domaine de l'analyse du discours (autour de Michael Mulkay à l'université de York) et de la réflexivité (autour de Malcolm Ashmore à l'université Loughborough) sont souvent associés à des tendances majeurs de la sociologie de la connaissance scientifique liée au « programme fort ».
La sociologie de la connaissance scientifique est un champ de recherche international qui bénéficie du soutien de plusieurs associations telles la « 4S » (Society for Social Science Studies), la EASST (European Association of Software Science and Technology) et plusieurs groupes récemment installés en Corée du sud, au Japon et en Amérique de sud. Ces derniers pays ont concentré leurs récentes analyses aux biosciences et à l'informatique.

## Affaire Sokal
La SSK s'est fait connaître surtout durant les années 1990 après la publication d'un canular dans la revue Socio-Text par Alan Sokal sous le titre : « Transgressing the Boundaries: Toward a Transformative Hermeneutics of Quantum Gravity ». Critiquant les postmodernistes et le relativisme de certaines approches récentes dans les sciences sociales, la polémique devient bientôt l'affaire Sokal et les représentants de le SSK seront accusés de relativisme.

## Critiques
La SSK a été critiquée notamment par les représentants de la théorie de l'acteur-réseau (principalement Michel Callon, Bruno Latour et John Law) qui n'appartiennent pas au « programme fort », mais se rapproche des science studies et des Science and Technology Studies (STS). Ces derniers soutiennent que la sociologie de la connaissance scientifique conduirait à un réductionnisme sociologique et qu'elle est trop centrée sur l'univers humain. En insistant trop sur les facteurs humains, les règles sociales et les conventions qui interviennent dans les controverses scientifiques, la SSK perdrait de vue les acteurs non-humains qui jouent un rôle essentiel dans la production de la connaissance scientifique. Ainsi, les instruments, les systèmes de mesure (métrologie) ou les laboratoires comportent divers aspects - certes non-intentionnels -, mais qui n'en sont pas moins essentiels dans le déroulement des controverses scientifiques et dans les pratiques scientifiques (ou non) en général. Cette critique de la part de l'ANT (Actor-network theory ou théorie de l'acteur-réseau) a donné lieu à plusieurs discussions dont l'une des plus connues reste l'article de Harry Collins et Steven Yearley (« Epistemological Chicken », dans Andrew Pickering (éd.), Science as Practice and Culture, Chicago: The University of Chicago Press, 301-326, 1992).